# 메가믹스
메가믹스(영어: megamix)는 노래를 메들리와 리믹스를 같이한 형태를 말한다. 대부분 코러스 부분을 이으며, 또한 뮤직비디오나 공연 영상과 메가믹스를 합쳐 놓은 동영상을 울티믹스(en:Ultimix)라고 한다. 대표적인 메가믹스로는 브리트니 스피어스의 베스트 음반 Greatest Hits: My Prerogative CD2에 수록되어 있는 Chris Cox Megamix이다.

## 같이 보기
- 매시업 (음악)
- 메들리
- 리믹스